# Sussuman
Sussuman (rus: Сусума́н) és una ciutat de l'óblast de Magadan, a Rússia, està situada sobre el riu Bereliokh, 650 quilòmetres al nord-oest de Magadan. Població: 5855 (cens de 2010); 7833 (cens de 2002); 16818 (cens de 1989).

## Geografia
La població és a la regió de Kolimà, prop del lloc on el riu Sussuman s'uneix al Bereliokh. S'hi arriba per la carretera R504 (M56) anomenada Autopista de Kolimà o també "Carretera dels Ossos", que connecta Iakutsk amb Magadan.

## Clima
Sussuman té un clima subàrtic extrem amb hiverns secs (classificació de Köppen Dwd/Dwc). Els hiverns són secs i extremadament freds, i els estius curts i molt suaus. És un dels llocs permanentment habitats més freds del món, amb una temperatura mitjana anual de −12,5 °C.
| Dades climàtiques a Sussuman (1937-2012)   | Dades climàtiques a Sussuman (1937-2012) | Dades climàtiques a Sussuman (1937-2012) | Dades climàtiques a Sussuman (1937-2012) | Dades climàtiques a Sussuman (1937-2012) | Dades climàtiques a Sussuman (1937-2012) | Dades climàtiques a Sussuman (1937-2012) | Dades climàtiques a Sussuman (1937-2012) | Dades climàtiques a Sussuman (1937-2012) | Dades climàtiques a Sussuman (1937-2012) | Dades climàtiques a Sussuman (1937-2012) | Dades climàtiques a Sussuman (1937-2012) | Dades climàtiques a Sussuman (1937-2012) | Dades climàtiques a Sussuman (1937-2012) |
| Mes                                        | gen                                      | febr                                     | març                                     | abr                                      | maig                                     | juny                                     | jul                                      | ag                                       | set                                      | oct                                      | nov                                      | des                                      | anual                                    |
| ------------------------------------------ | ---------------------------------------- | ---------------------------------------- | ---------------------------------------- | ---------------------------------------- | ---------------------------------------- | ---------------------------------------- | ---------------------------------------- | ---------------------------------------- | ---------------------------------------- | ---------------------------------------- | ---------------------------------------- | ---------------------------------------- | ---------------------------------------- |
| Màxima rècord °C (°F)                      | −5.2 (22.6)                              | −5.2 (22.6)                              | 0.2 (32.4)                               | 12.1 (53.8)                              | 26.1 (79)                                | 32.0 (89.6)                              | 35.0 (95)                                | 33.0 (91.4)                              | 24.4 (75.9)                              | 11.3 (52.3)                              | 2.1 (35.8)                               | −1.6 (29.1)                              | 35 (95)                                  |
| Màxima mitjana °C (°F)                     | −33.7 (−28.7)                            | −28.2 (−18.8)                            | −17.6 (0.3)                              | −4.9 (23.2)                              | 8.0 (46.4)                               | 18.6 (65.5)                              | 21.2 (70.2)                              | 17.7 (63.9)                              | 8.7 (47.7)                               | −8 (18)                                  | −25.2 (−13.4)                            | −33.6 (−28.5)                            | −6.4 (20.5)                              |
| Mitjana diària °C (°F)                     | −37.9 (−36.2)                            | −33.6 (−28.5)                            | −25.4 (−13.7)                            | −12.7 (9.1)                              | 1.9 (35.4)                               | 11.2 (52.2)                              | 13.9 (57)                                | 10.6 (51.1)                              | 2.8 (37)                                 | −13.6 (7.5)                              | −29.7 (−21.5)                            | −37.5 (−35.5)                            | −12.5 (9.49)                             |
| Mínima mitjana °C (°F)                     | −42.1 (−43.8)                            | −39 (−38)                                | −33.1 (−27.6)                            | −20.5 (−4.9)                             | −4.3 (24.3)                              | 3.8 (38.8)                               | 6.5 (43.7)                               | 3.4 (38.1)                               | −3.2 (26.2)                              | −19.2 (−2.6)                             | −34.2 (−29.6)                            | −41.4 (−42.5)                            | −18.6 (−1.5)                             |
| Mínima rècord °C (°F)                      | −60.6 (−77.1)                            | −59.9 (−75.8)                            | −53.7 (−64.7)                            | −44 (−47)                                | −27.5 (−17.5)                            | −8.8 (16.2)                              | −4.1 (24.6)                              | −11.1 (12)                               | −24.3 (−11.7)                            | −44.7 (−48.5)                            | −53.8 (−64.8)                            | −58.5 (−73.3)                            | −60.6 (−77.1)                            |
| Precipitació mitjana mm (polzades)         | 9.0 (0.354)                              | 7.2 (0.283)                              | 4.3 (0.169)                              | 5.8 (0.228)                              | 13.7 (0.539)                             | 44.6 (1.756)                             | 58.3 (2.295)                             | 58.5 (2.303)                             | 30.6 (1.205)                             | 16.5 (0.65)                              | 11.6 (0.457)                             | 10.7 (0.421)                             | 270.8 (10.66)                            |
| Mitjana de dies de precipitació (≥ 0.1 mm) | 13.9                                     | 11.8                                     | 8.1                                      | 6.1                                      | 7.4                                      | 12.7                                     | 13.7                                     | 13.2                                     | 10.2                                     | 11.6                                     | 13.5                                     | 13.1                                     | 135.3                                    |
| Mitjana mensual d'hores de sol             | 20                                       | 89                                       | 213                                      | 283                                      | 273                                      | 291                                      | 274                                      | 223                                      | 152                                      | 132                                      | 53                                       | 10                                       | 2.013                                    |
| Font: climatebase.ru (1937-2012)           |                                          |                                          |                                          |                                          |                                          |                                          |                                          |                                          |                                          |                                          |                                          |                                          |                                          |

## Economia
L'economia de la població recau principalment la mineria d'or de la regió de Kolimà.